# Lac Koubenskoïe
Le lac Koubenskoïe (en russe : Кубенское озеро) est un vaste lac peu profond de l'oblast de Vologda, en Russie. Il est situé à 109 m au-dessus du niveau de la mer. Orienté du nord-ouest au sud-est, le lac est long de 55 km et large d'environ 6 km.

## Description
La superficie du lac est de 648 km2 — sans les îles : 407 km2. Sa profondeur moyenne est de 3 m. Le lac est connu pour ses fréquentes tempêtes et les variations saisonnières de son niveau, en moyenne 2,4 m. Les eaux du lac s'écoulent dans la rivière Soukhona.
Des Russes s'établirent au bord du lac au XIIe siècle, après la fondation du monastère Spasso-Kamenni sur une petite île du lac. Les princes Koubenski, une branche de la famille des princes de Iaroslav, possédaient des terres dans les environs. Depuis 1828, le lac fait partie de la voie navigable Volga – Dvina septentrionale. Le canal de la Dvina septentrionale aboutit à l'extrémité nord-ouest du lac. En 1917, un barrage fut construit sur la Soukhona, transformant le lac en un réservoir.